# Сан-Мауро-Торинезе
Сан-Мауро-Торинезе (итал. San Mauro Torinese) — коммуна в Италии, располагается в регионе Пьемонт, в провинции Турин.
Население составляет 18 771 человек (2008 г.), плотность населения составляет 1495 чел./км². Занимает площадь 13 км². Почтовый индекс — 10099. Телефонный код — 011.
Покровителями коммуны почитаются т.н. катакомбные святые (Corpi Santi), празднование в третий вторник сентября.

## Демография
Динамика населения:

## Города-побратимы
- Миранд (Франция, с 1991)

## Администрация коммуны
- Официальный сайт: http://www.comune.sanmaurotorinese.to.it/